# 太陽望遠鏡

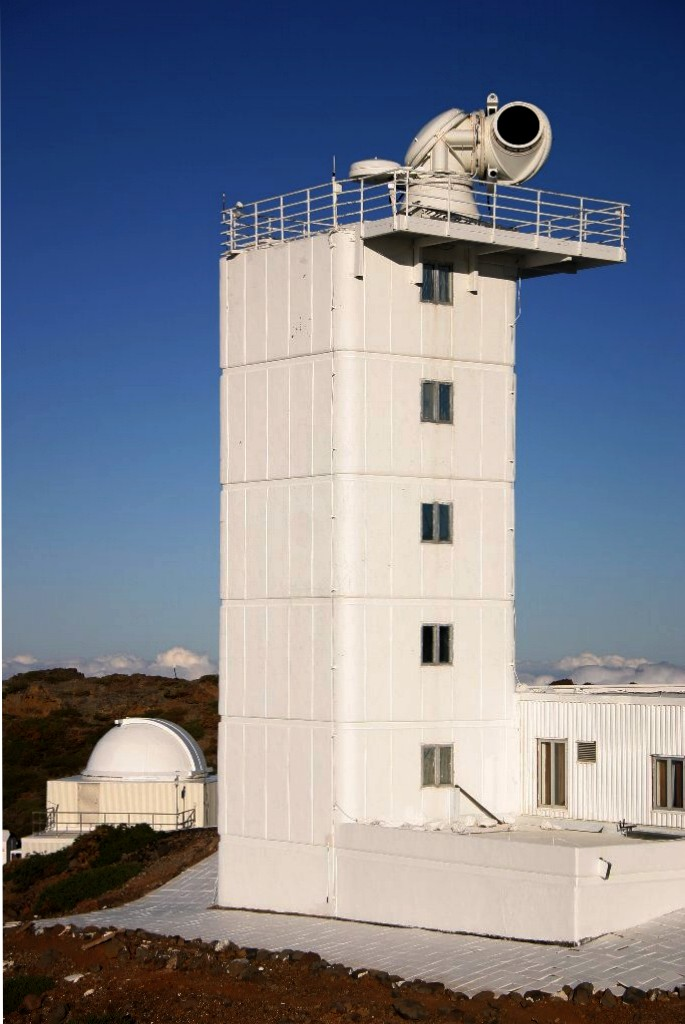
スウィードゥン太陽望遠鏡（カナリア諸島・ラ・パルマ島標高約2400m地点所在・スウェーデン王立科学アカデミー管理）

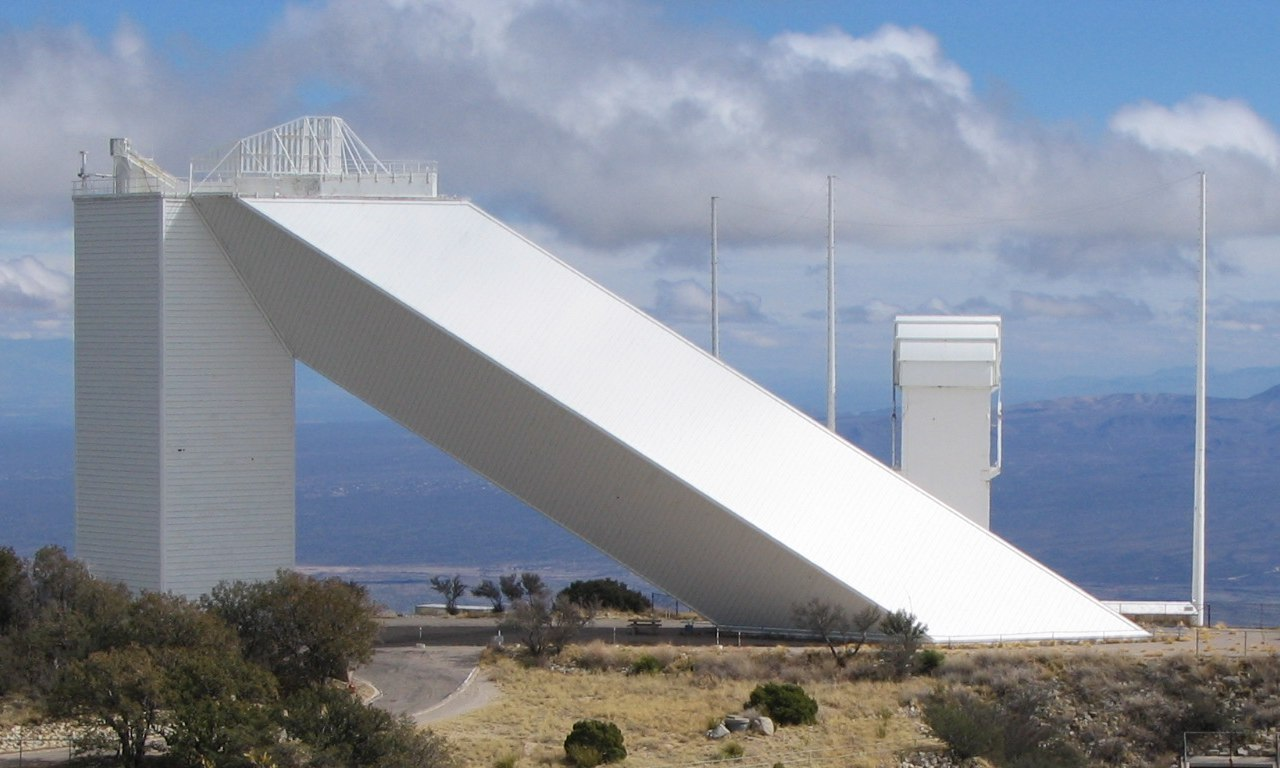
マクマス・ピアス太陽望遠鏡（アリゾナ州キットピーク国立天文台）

太陽望遠鏡（たいようぼうえんきょう、solar telescope）とは、太陽の観測に特化した天体望遠鏡のことである。

## 意義
太陽活動の観察は気象学、航空宇宙学上極めて重要である。太陽活動は気象に直接影響する。また、太陽の爆発的活動による太陽フレアはオーロラ以外の他、電磁波障害などを発生させることがあり、これは人工衛星のトラブルや宇宙飛行士の放射線被曝による健康被害に直接関係する。地球上においても通信トラブルや電子機器誤作動の大きな原因となる。
また、恒星の活動メカニズムは未だ不明な点が多々あり（太陽#太陽の謎等参考）、天文学・物理学上の研究対象となっている。
天体の観察には通常天体望遠鏡を用いるが、太陽は光量が大きいために観察には特別な配慮が必要となる。太陽観察用にカスタマイズされた天体望遠鏡が太陽望遠鏡である。

## 研究用途
太陽面の微細構造、動態、磁場や電磁波放射の研究に用いられる。また、得たデータをもとにした活動の周期の特定も目的とする。
第一線で研究用に用いられるものの口径は1m内外程度。太陽の熱によって（陽炎のように）空気のゆらぎが生じ、像が悪化する現象を無視できないため、焦点距離を長くとり、望遠鏡内部・光路を真空として像のゆらぎを抑えるといった工夫がなされている。このような必要性から、研究用の太陽望遠鏡は同等のスペックの望遠鏡と比べ、しばしば頑強なものとなっている。
また、観測装置を地上部/地下部に固定しておき、ヘリオスタットを用いて太陽の追尾・光導入を行う形式もある。
観察については、回折格子を用いた分光器による太陽光のスペクトル分布などが特に利用される。
X線など短波長の電磁波については地上で観測することが困難であるため、人工衛星に搭載されたものが用いられる（太陽観測衛星）

## 教育・アマチュア用途

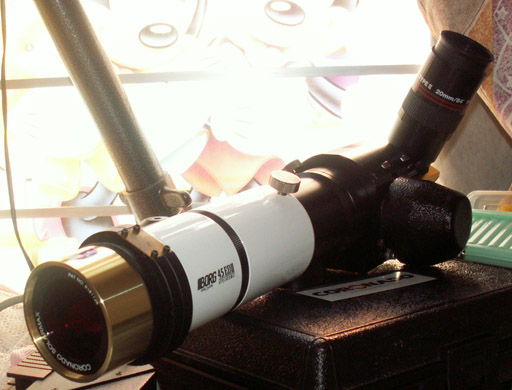
Hα線フィルタをセットした小型太陽望遠鏡

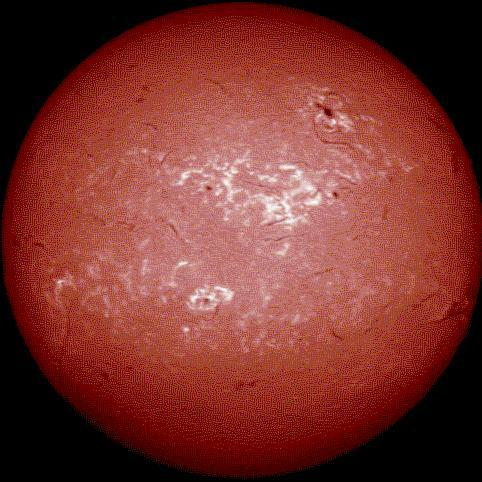
Hα線フィルタを用いた太陽面観測

太陽は最も身近な恒星であり、地球環境や生活に及ぼす影響は極めて大きい。また、普通の惑星や恒星は基本的に夜間しか観測できないが、太陽は日中に容易に観察できる天体であるため教育上重要である。ただし、望遠鏡による太陽観察の方法を誤ると失明他極めて重大な健康被害が発生するため、十分注意が必要である。
かつて、望遠鏡を用いた太陽観察では、超強減光フィルターが用いられてきた。これは高性能な遮光ガラス（溶接用遮光ガラスに類似）を使用した減光フィルターを接眼レンズ部にセットし、強烈な太陽光を減光して観察することを目的にしたものだった。
しかし、この減光フィルターは熱に耐え切れず割れるなどのトラブルが発生することがあり、これは即失明などにつながる危険な問題点であった。穴あきキャップなどで望遠鏡の有効径を絞るとともに、ガラスの表面反射を用いた直角ミラー（サンプリズム）を使用し、数%の光のみを接眼部に導入して減光フィルターにかかる負荷を抑制するなどの対策もあったが、減光フィルターの潜在的な危険性はいずれにしても存在した。
このような危険性を避けるため、接岸部から少し離して白い投影板をセットし、望遠鏡を「プロジェクター」として利用して観察する方法がある。この方法は同時に多数人が観察できるメリットもある。ただし、観察される太陽像はコントラストが低く、投影版を外して覗き込むとやはり危険である。
逆に、対物レンズ側に減光フィルタを取り付けて観察する手法がある。光線透過率が数千-数万分の一の金属薄膜蒸着ガラスフィルタや特殊フィルムを対物レンズの前に取り付けると、比較的安全に太陽を直接観察することができる。（ただし、写真撮影専用の中には赤外線の減光性能が目視に耐えないほど低いものがある。こうした製品は目視に使用してはならない。）
近年、アマチュアの観察向けには高性能干渉フィルタを用いた太陽望遠鏡が普及してきた。これは主にHα線（波長656.28nm）を高性能なバンドパスフィルタを用いて観測するもので、太陽フレアを直接観察可能である。また、皆既日食時でなくとも紅炎（プロミネンス）を観察できる。
アマチュア用途では、望遠鏡内部を真空にすることは運用上現実的でないので、小口径の屈折望遠鏡を用いることが多い。反射望遠鏡は熱によって望遠鏡内部に気流の乱れが生じやすいためにあまり好まれない。